# Город без памяти
«Го́род без па́мяти» — повесть Кира Булычёва из цикла «Приключения Алисы». Является продолжением повестей «Конец Атлантиды» и «Гай-до». Журнальный вариант был впервые опубликован в журнале "Пионерия" (Киев) № 9-12 за 1988 г. и № 1-6 за 1989 г. Поскольку журнал выходил одновременно на двух языках, повесть переводилась на украинский язык («Місто без пам’яті»).
Исследованию воплощения идеи Нового Средневековья в повести посвящена статья «Идея Нового Средневековья в повести Кира Булычёва „Город без памяти“» доцентов Ульяновского государственного технического университета д. филос. н. В. Т. Фаритова и к. филос. н. Н. А. Балаклеец.

## Сюжет
Не так давно Алиса и Пашка открыли Атлантиду, которая оказалась базой пришельцев, потерявшей связь с домом. Теперь корабль «Днепр» под управлением Полоскова, Зелёного и Тадеуша (мужа Ирии Гай) везёт престарелых инопланетян на их родную планету Крина, с намерением установить, почему 270 лет назад пропала связь с Криной.
После приземления «Днепра» с кораблём пропадает связь. Пока бюрократия Центра раскачивается, Ирия, Пашка и Алиса решают сами лететь на выручку. Приближаясь к Крине, их разумный корабль Гай-до замечает странный энергетический пояс, окружающий планету, и включает защитные поля, но на это уходит вся его энергия. Друзья надеются, что на «Днепре» они раздобудут энергетические ячейки. Однако «Днепр» покинут и разорён, на борту остался только кринянин Меркурий, который сошёл с ума и погибает, убегая от них.
Планета выглядит средневековой и неспособной запустить космический корабль. Повсюду видны следы исчезнувшей высокотехнологичной цивилизации. Местные жители ведут себя странно, путают значения слов. Очевидно, что некая катастрофа отбросила Крину назад в развитии. Парень по имени Ручеёк обещает познакомить пришельцев с «помниками» — тайной организацией сторонников прогресса, в руки которых попали обезумевшие космонавты с «Днепра». Герои становятся свидетелями разговора поклона (феодала) Таракана и верховного вкушеца (жреца) Клопа Небесного, они узнают, что правитель страны Радикулит затевает большой поход на помников.
В двух шагах от границы помников герои попадают в плен к пигмеям. Затем на пигмеев совершают налёт разбойники-поклоны братья Кроты. Они решают отвезти пришельцев в столицу и подарить Радикулиту, чтобы заслужить его милость. По дороге Пашке удается бежать верхом на огромной разумной птице, служащей помникам. Пашка с трудом и приключениями добирается до лагеря помников, где застает Полоскова, Зелёного, Тадеуша и «атлантов» потерявшими память. Как рассказывают помники, несколько столетий назад это произошло со всей планетой (по словам одного из персонажей, основатель движения помников, сто лет назад изобрёл колесо, найдя сломанные часы). Глава помников рассказывает, что некий учёный, живший 270 лет назад, запустил открытое им поле забвения, рассчитывая после выйти из убежища и научить людей жить по-другому, дальнейшая его судьба неизвестна.
Алиса и Ирия оказываются в столице. После встречи с правителем Радикулитом Алиса бежит из его дворца. Ирию выкупает агент помников Вепрь. Однако их выдаёт вкушецам пигмей Вери-Мери, Клоп Небесный приговаривает героинь к казни забвением: клетку с пленниками должны опустить в яму, где туман (остаток поля забвения) лишит их памяти. Вери-Мери, который начал торговаться с хозяевами, подвергают казни первым. Теперь очередь Алисы и Ирии.
Пашка и помники наконец заправляют Гай-до. Пашка направляет корабль к столице. Сев на площади, Гай-до вызывает такой шок у средневековых обывателей, что те разбегаются, а главный жрец от испуга сам падает в яму с туманом. Войско, которое Радикулит собирался двинуть на помников, бежит в ужасе от одного вида и звука корабля. Победа помников поворачивает развитие Крины снова в русло прогресса. Алиса и её друзья улетают, забрав своих беспамятных близких, состояние которых постепенно приходит в норму.
В эпилоге Алиса попадает на Крину, уже будучи студенткой, и встречает многих своих знакомых.